# جان اینسال
جان نِـویل اینسال (انگلیسی: John Nevil Insall؛ زادهٔ ۱۹۳۰ - درگذشت ۲۰۰۰) جراح ارتوپد اهل انگلستان بود.
او یکی از پیشگامان علم ارتوپدی بود که مشارکت‌های مهمی در زمینهٔ پیشرفت جراحی تعویض مفصل زانو داشت.